# 座旗增六
御夫座63，又名BD+39 1882，HD 54716、SAO 59866、HR 2696，是御夫座的一颗恒星，视星等为4.9，位于銀經178.27，銀緯20.46，其B1900.0坐标为赤經7h 4m 46.6s，赤緯+39° 20.46′ 1″。